# Apostolepis ambiniger
Apostolepis ambiniger là một loài rắn trong họ Colubridae. Loài này được Peters mô tả khoa học đầu tiên năm 1869.